# VOC-handelspost Ayutthaya

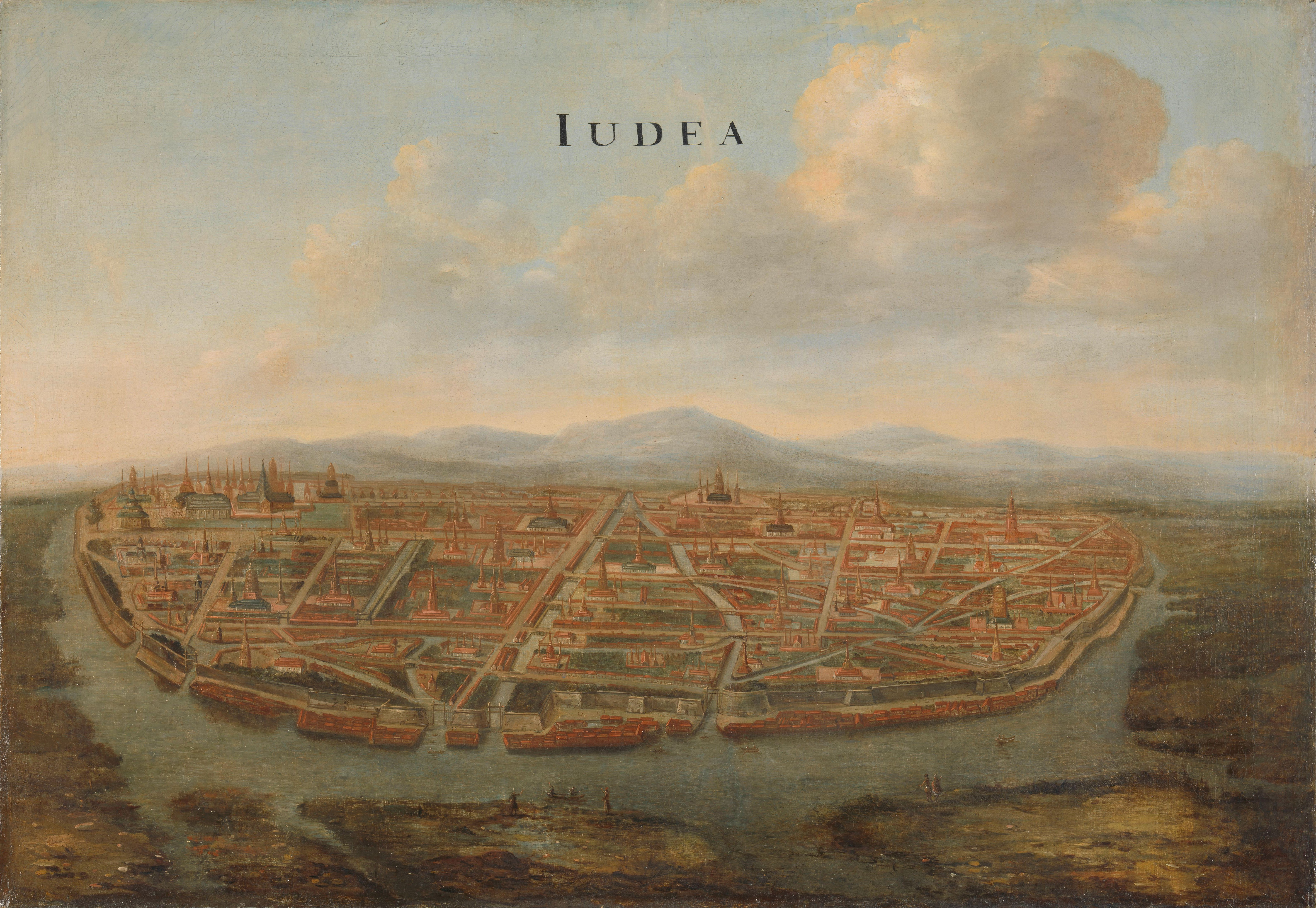
Panorama van Ayutthaya in het Bushuis, Amsterdam.

De VOC-handelspost Ayutthaya was een handelspost van de Vereenigde Oostindische Compagnie (VOC) in het koninkrijk Ayutthaya, in het huidige Thailand. Deze post bestond, met een korte onderbreking, van 1608 tot 1767.

## Voorgeschiedenis
De VOC legde voor het eerst in 1604 handelscontacten met het koninkrijk, in de persoon van Cornelis Specx. Dat gebeurde tijdens de heerschappij van koning Naresuan. De Nederlanders waren geïnteresseerd in een landroute naar China en hoopten mee te reizen met de handelaren van Ayutthaya. Dat zou echter nooit gebeuren.

## Stichting

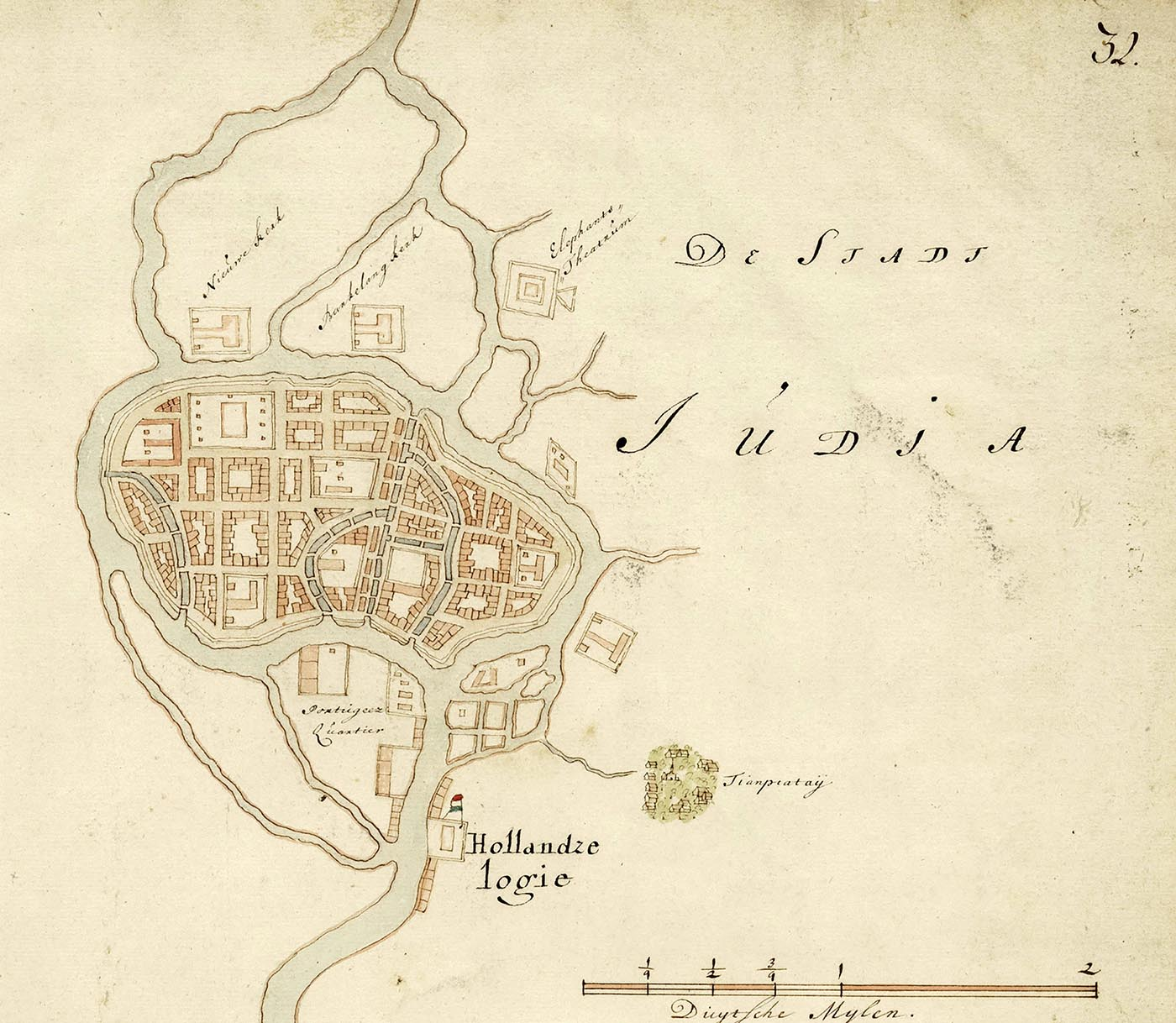
Ayutthaya in 1650 met de 'Hollandze Logie', op een kaart van Gijsbert Heeck.

Op initiatief van Pieter Willemsz. Verhoeff werd in 1608 besloten een handelspost te openen bij de stad Ayutthaya. Cornelis van Nijenrode werd het eerste VOC-opperhoofd. In 1608 werden door Cornelis Matelieff twee ambassadeurs van het hof van Ayutthaya naar stadhouder Maurits gebracht. De koningen van Siam onderhielden een briefwisseling met de stadhouders van de Republiek Maurits en zijn opvolger Frederik Hendrik, ook al waren de brieven jaren onderweg. In juli 1626 vroeg koning Songtham aan de gezant Jan van Hasel met klem waar het antwoord bleef op zijn brief aan Maurits van vijf jaar daarvoor. Deze was echter overleden. Pas eind 1628 konden de directeur Adriaan de Marees en onderkoopman Joost Schouten de koning geschenken en een brief van Frederik Hendrik overhandigen. Ze werden daarop beide in de adelstand verheven. Toen Anthony Caen vier jaar later koning Prasatthong bezocht bleek de relatie echter weer stroever te zijn geworden.

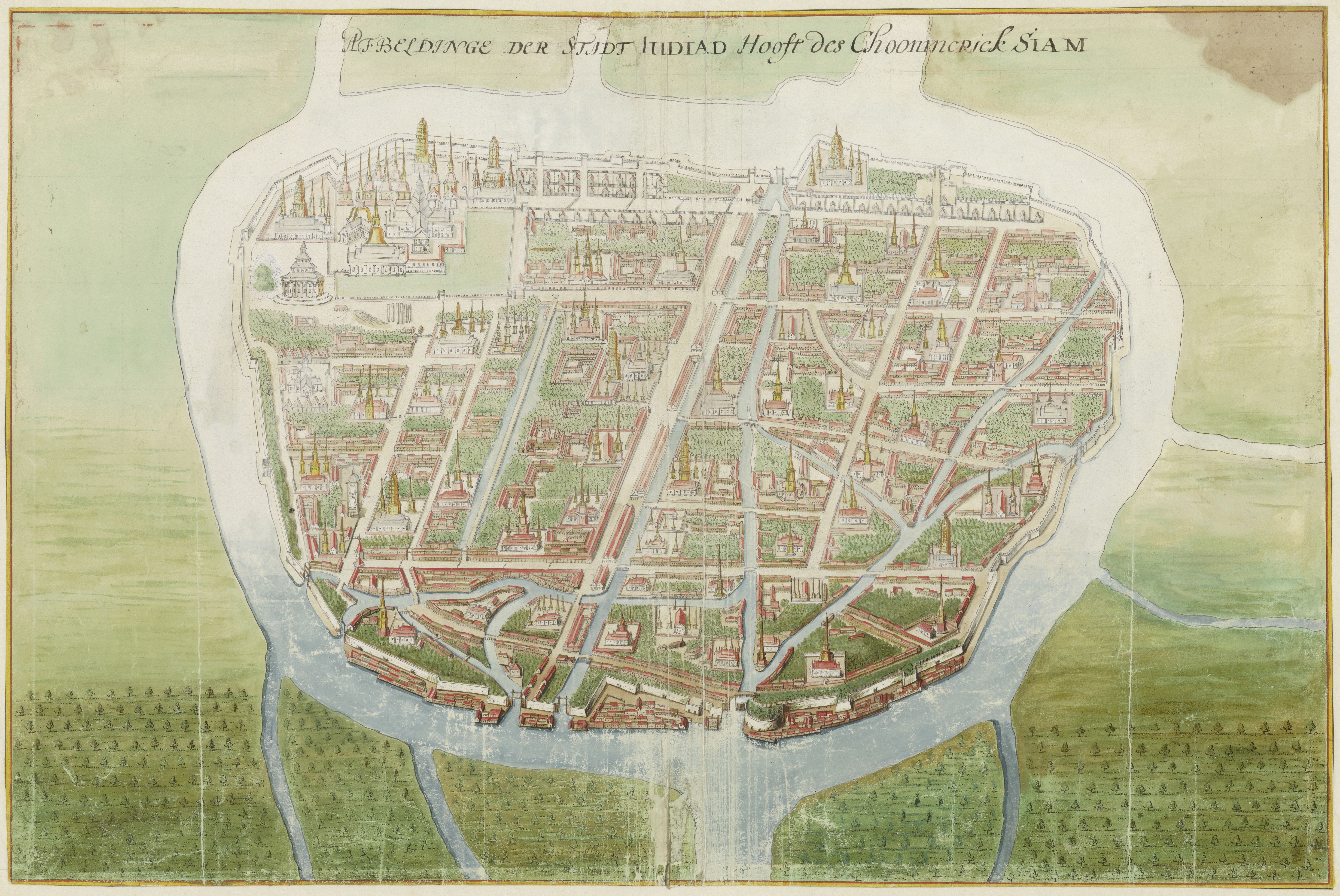
Ayutthaya rond 1665.

Op 12 juni 1617 tekenden de VOC en de koning een verdrag waarbij het Nederlandse handelsbedrijf het monopolie kreeg in de handel in herten- en roggenhuiden, die in Japan verkocht konden worden. Daar werden ze gebruikt in de wapenuitrusting van samoerai. In de beginjaren werd de handelspost enige malen gesloten bij gebrek aan winstgevendheid, maar dan een paar jaar later toch weer geopend. Tijdens het directeurschap van Schouten en zijn opvolger Jeremias van Vliet werd een stenen loge gebouwd, die in april 1636 gereed kwam. Hij bevond zich iets ten zuiden van de stad, net buiten de stadsmuren aan de Chao Phraya rivier, tegenover de verblijven van de Portugezen en de Japanners. Op de begane grond waren voorraadkamers. Eind 17e eeuw werkten hier zo'n 30 Europeanen. Op de eerste verdieping waren de woningen van het hogere VOC-personeel, de 'gequalificeerden'. Daarboven was een zolder. Het dak was bedekt met Siamese dakpannen. Verderop waren nog meer woningen, een keuken, meerdere stallen en een gevangenis. Het hele complex werd omringd door een palissade van bamboe en een gracht met een brede brug en een poort. Ook werd in deze jaren een groot pakhuis dichter bij de zee gebouwd, bij het dorp Bangkok. Dit pakhuis werd Amsterdam genoemd. De VOC was in deze tijd de meest geliefde handelspartner van Siam. Behalve de dierenvellen kocht ze er ook regelmatig rijst voor Batavia. Later kwam daar sappanhout bij. Ook in Ligor (het huidige Nakhon Si Thammarat), verder naar het zuiden, was vanaf 1640 een handelspost die onder die in Ayutthaya viel. Hier werd tin ingekocht.

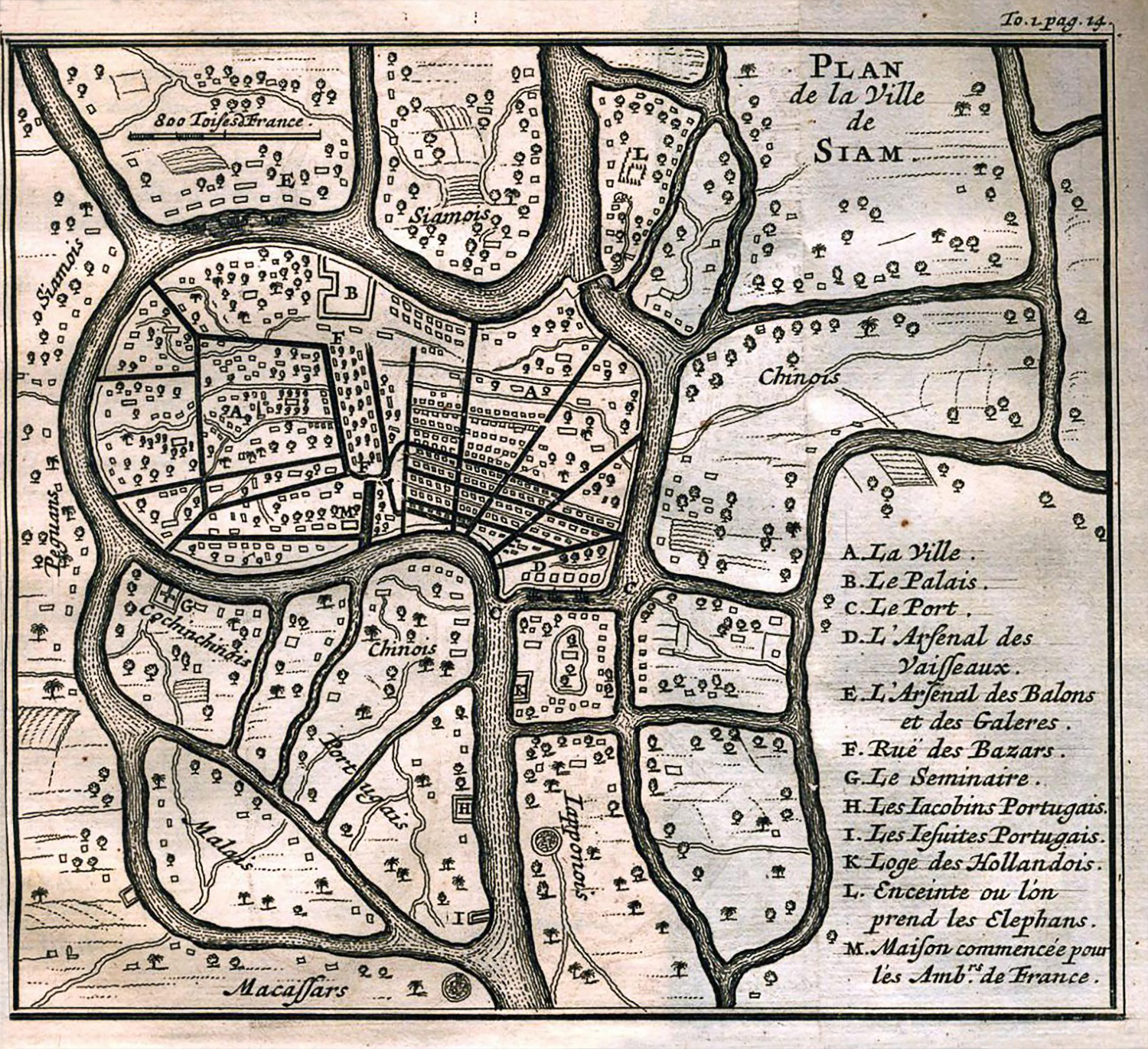
Ayutthaya in 1691, met de VOC-factorij aangeduid met de letter K, net onder het midden.

Tijdens het begin en midden van de 17e eeuw was de handel met Ayutthaya zeer lucratief en was het onderdeel van een handelsdriehoek met Japan. Daar kregen de Nederlandse handelaren zilver voor hun waren, waarmee ze in India textiel en producten van zilver kochten die ze in Ayutthaya verkochten voor huiden die in Japan verhandeld werden. Ook schilderijen van Nederlandse schepen waren heel erg in trek bij de nobelen van het koninkrijk Ayutthaya.

## Gewapende hulp
Nadat de VOC schepen had gestuurd om te helpen met een gewapende aanval op het koninkrijk Pattani gaf de heerser Prasatthong in 1634 de VOC een groter stuk land, waar de stenen loge op werd gebouwd. In het jaar 1648 vroeg koning Prasatthong de VOC wederom om hulp om een opstand in Songkhla neer te slaan. De VOC bood aan om oorlogsschepen te sturen, maar die arriveerden nooit en dit bracht de relaties tussen Ayutthaya en de VOC schade toe.

## Verdrag

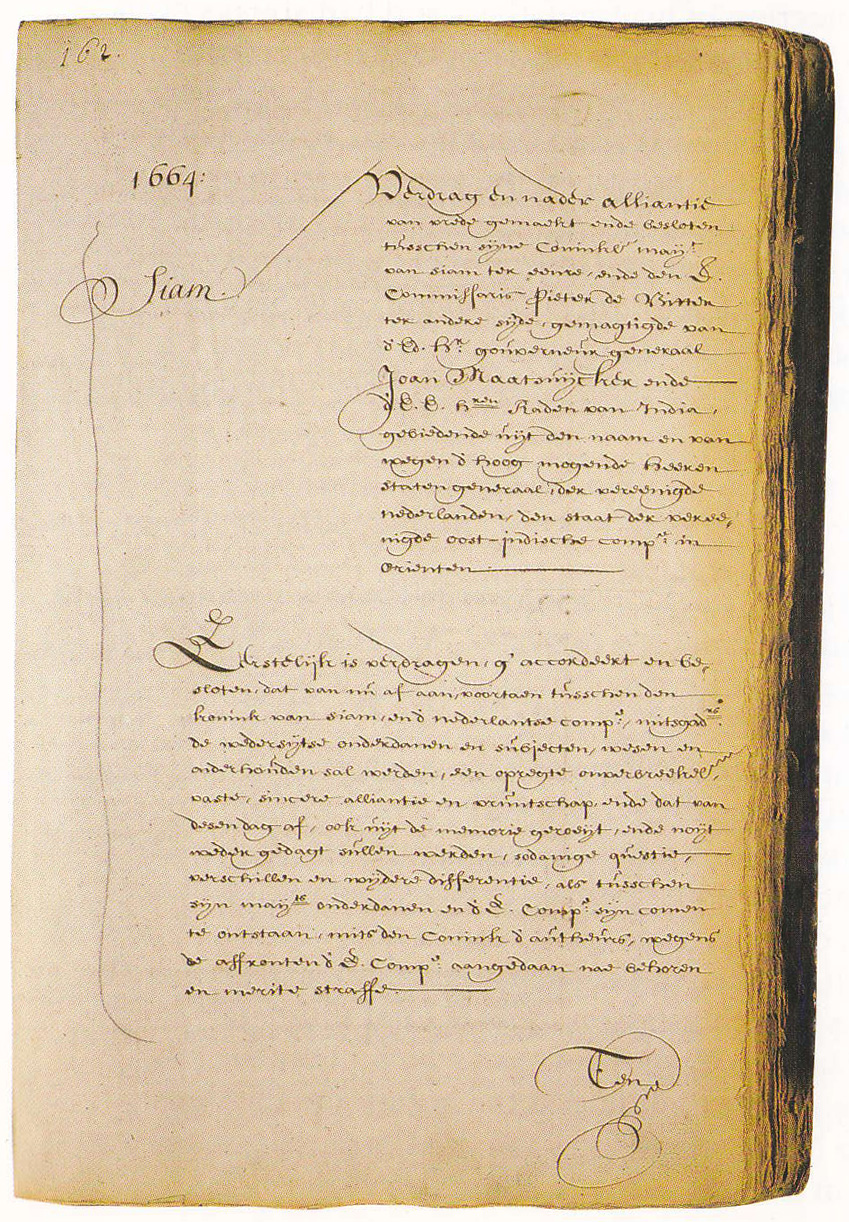
Eerste pagina van het verdrag van de VOC met de koning van Siam, gesloten door Pieter de Bitter op 22 augustus 1664.

Tijdens de heerschappij van koning Narai was er ondanks de goede verstandhouding in 1661 een incident. De VOC nam in de golf van Tonkin een schip in beslag dat de Portugese vlag voerde. De goederen aan boord bleken echter eigendom van koning Narai te zijn, wat tot strubbelingen leidde en in 1664 omsingelden Chinese huurlingen de VOC-handelspost bij de stad Ayutthaya. De VOC besloot daarop de handelspost te sluiten en met schepen de monding van de Menam rivier te blokkeren. Koning Narai stuurde daarom in februari 1664 twee gezanten naar Batavia om de zaak bij te leggen en te vragen om hervatting van de handel. Gouverneur-generaal Maetsucyker stuurde Pieter de Bitter als gezant naar Ayutthaya. Deze sloot op daar op 22 augustus 1664 een nieuw verdrag tussen de VOC en Siam.
De belangrijkste onderdelen waren:
1. De koning van Ayutthaya en de Vereenigde Oostindische Compagnie gingen vanaf nu vreedzame relaties aan.
2. De VOC mocht zonder restricties handel drijven in het koninkrijk, maar moest belastingen en heffingen betalen in overeenkomst met wat de inwoners van Ayutthaya betaalden.
3. In het koninkrijk Ayutthaya mochten geen Chinezen dienstdoen op schepen uit het koninkrijk, op straffe van inbeslagname van de schepen door de VOC.
4. De VOC kreeg het monopolie op de export van dieren en huiden.
5. Als een VOC-medewerker een misdaad pleegde in het koninkrijk Ayutthaya, zou hij of zij direct overgeleverd dienen te worden aan de VOC die de persoon naar Nederlands recht zou berechten.

## De Siamese Revolutie

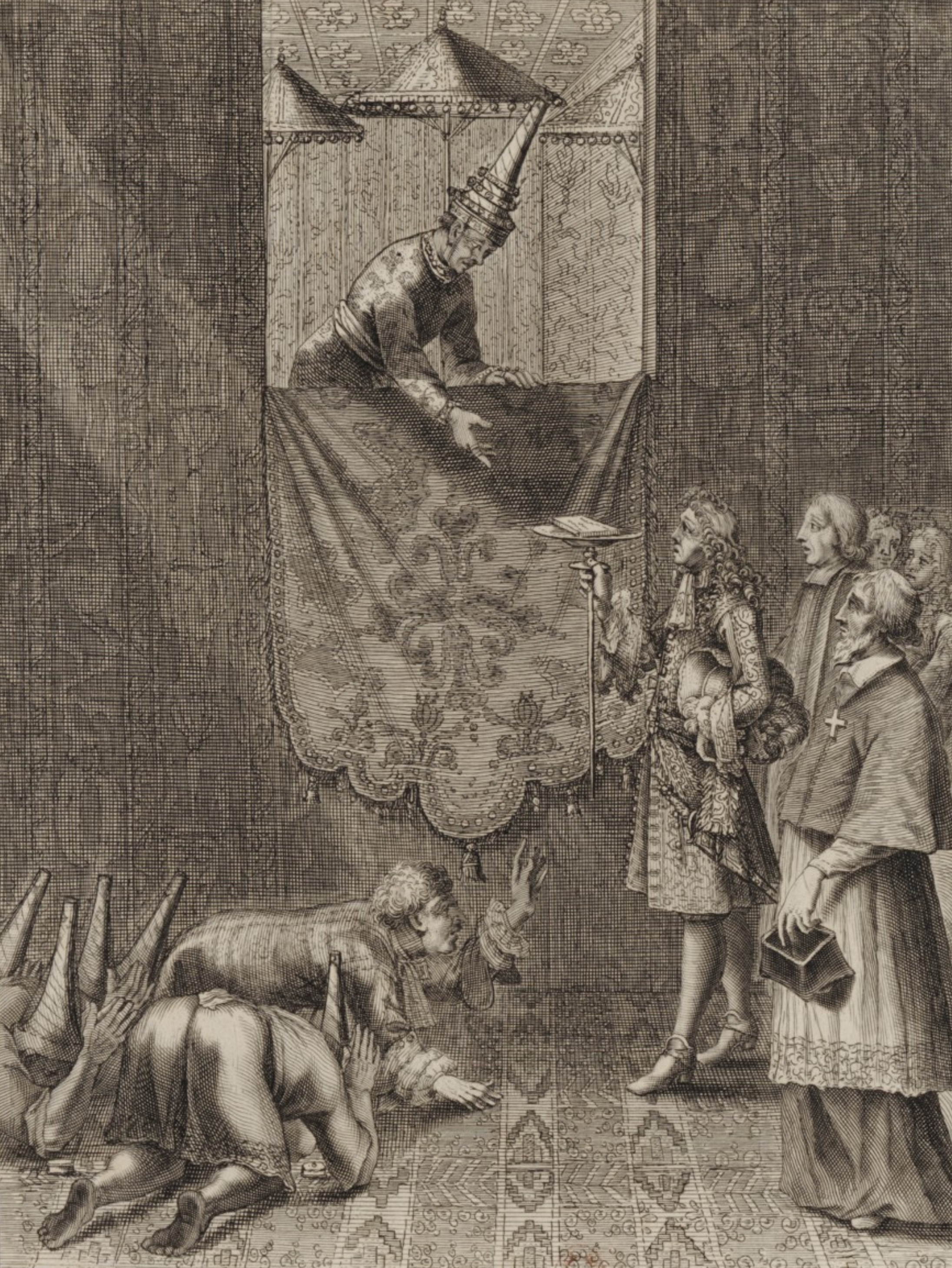
De Franse delegatie bij koning Narai in 1685. Phaulkon maant vanaf zijn positie op de grond de Franse gezant de gouden schotel met de brief van Lodewijk XIV hoger op te tillen.

Op het eind van de 17e eeuw kwamen de Engelsen en de Fransen naar Siam. Franse missionarissen stichtten seminaries om het katholicisme te verspreiden. In 1680 stichtten zij ook een handelspost. De Griek Constantijn Phaulkon, eerst in dienst van de Engelsen en daarna van de Fransen, wist een voorname plek aan het hof te verwerven en koning Narai te bewegen een verdrag met Lodewijk XIV te sluiten en een Frans garnizoen in Siam te accepteren. De Franse koning wilde Narai, en daarmee zijn volk, tot het katholicisme bekeren. Phaulkon zette Narai op tegen de Nederlanders en de Engelsen. Toen Narai in 1688 stierf greep zijn voornaamste adviseur en legeraanvoerder Phetracha de macht, zette de Fransen uit en liet Phaulkon executeren. Deze episode kwam bekend te staan als de Siamese Revolutie van 1688. Phetracha vernieuwde, ondanks zijn afkeer van buitenlanders, het verdrag met de VOC uit 1664 en voegde daar een monopolie op de export van tin aan toe. De Nederlanders waren vanaf toen de enige Europeanen die in Siam getolereerd werden.
Phetracha probeerde de waardigheid van het Siamese koninkrijk te herstellen en gaf de Boeddhistische kloosterorde, de sangha, een centrale plaats. De VOC onderhield met Phetracha, net als met Narai, een goede relatie. De neutrale houding van de VOC in de voorgaande periode had geloond. Phetracha koesterde volgens het opperhoofd van de factorij Johannes Keijts en zijn opvolger Pieter van den Hoorn in 1688 'eene bysondere inclinatie en zurge' voor de Nederlanders. De Siamese afhankelijkheid van de VOC voor internationale handel was met het uitzetten van de andere buitenlanders groter geworden. Toch maakte de VOC in deze periode vanwege een teruglopende handel minder winst, en terwijl Narai vaak als geldschieter was opgetreden, moest nu de VOC Phetracha leningen verschaffen omdat hij als usurpator veel geld uitgaf om zijn legitimiteit te vergroten en opstanden te onderdrukken.

## Einde van een handelstijdperk

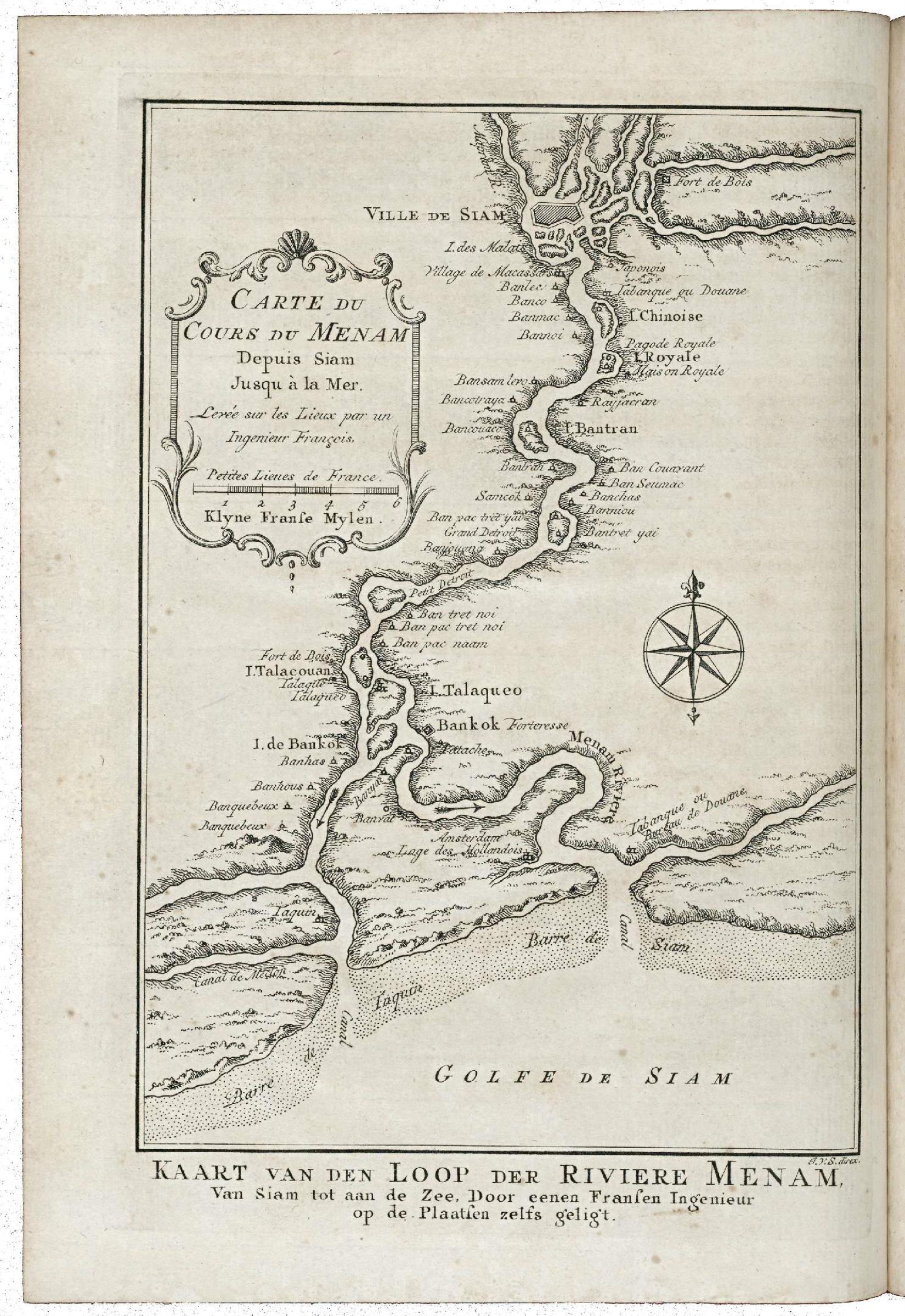
De Menam rivier, 'van Siam tot aan de Zee', met Ayutthaya en pakhuis Amsterdam bij 'Bankok'. Kaart van ca. 1753.

In 1715 bepaalde de Japanse overheid dat de VOC elk jaar nog maar twee schepen naar Dejima mocht sturen. Het loonde toen niet meer om in Ayutthaya dierenhuiden op te halen. Daarmee kwam aan de handelsdriehoek een eind en nam het belang van de handelspost in Ayutthaya af. Ook nam de belangrijkheid van Nederlandse handelaren af en het koninkrijk besloot al snel om Chinese handelaren toe te laten. 
In 1737 ging het VOC-opperhoofd Theodorus Jacobus van den Heuvel op uitnodiging mee op de jaarlijkse bedevaart naar de tempel Wat Phra Putthabat. Zware financiële verliezen dwongen de Nederlanders om de handelspost in 1741 te sluiten. De handel ging echter door en in 1747 werd de handelspost weer heropend. In de jaren 1750 faciliteerde de VOC op initiatief van de gouverneur van Ceylon Stein van Gollenesse in totaal vier keer de overtocht van boeddhistische priesters naar Ceylon, waar de koning van Kandy het in verval rakende boeddhisme nieuw leven in wilde blazen. Het Theravada boeddhisme was oorspronkelijk vanuit Ceylon naar Zuid-Oost Azië verspreid, dus dit was een hele eer voor het hof van Siam. In 1760 raakte een overgebrachte Siamese prins, Krom Muen Tep Pippit (Kroempti Pippit in de VOC-bronnen) betrokken bij een mislukte coup tegen koning Kirti Siri Rajasingha van Kandy en moest hals-over-kop weer teruggebracht worden naar Siam.
In 1760 vond ook de eerste aanval op Ayutthaya vanuit Birma plaats, waarbij de VOC-loge geplunderd werd en de directeur Nicolaas Bang tijdens zijn vlucht in een bootje verdronk in de rivier. Desondanks wilde de Raad van Indië de handelspost open houden om te voorkomen dat de Britten de plek van de VOC zouden innemen. In 1765 kwam een nieuwe Birmese invasie, waarbij in augustus het pakhuis Amsterdam in Bangkok in vlammen opging. De loge in Ayutthaya werd toen in eerste instantie versterkt. Noch het Siamese hof, noch Batavia wilde toestemming geven voor het vertrek van het personeel, maar eind september vluchtten directeur Abraham Werndlij en zijn mensen in het geheim per boot naar Bangkok, vanwaar een schip van de Compagnie hen naar Batavia bracht. In april 1767 werd Ayutthaya geheel verwoest door de Birmezen.

## Plaquette
Bij de restanten van de handelspost werden in het begin van de 21e eeuw opgravingen verricht en herstelwerkzaamheden gedaan. Er werd een bronzen plaquette geplaatst met een Nederlandse en een Thaise tekst.
In 2004 bezochten koningin Beatrix en kroonprins Willem-Alexander Thailand ter ere van vierhonderd jaar Thais-Nederlandse betrekkingen. Tijdens dit staatsbezoek bezochten ze ook de locatie van de VOC-Handelspost. Om de lange en hechte relatie tussen Thailand en Nederland te vieren, schonk koningin Beatrix het Baan Hollanda Informatiecentrum aan koning Bhumibol en de Thaise bevolking.
Inmiddels is het Baan Hollanda Informatiecentrum gevestigd op de historische locatie en is het geopend voor het publiek. Het museum vertelt over de Nederlandse nederzetting in Ayutthaya en geeft inzicht in het leven van die tijd. De vaste tentoonstelling bestaat uit verschillende onderdelen die elk een ander aspect van de Thais-Nederlandse relatie belichten. Daarnaast zijn er tijdelijke aan Thailand en Nederland gerelateerde exposities en evenementen.